# 카튜샤 (노래)
카튜샤(러시아어: Катюша, 러시아어 발음: [kɐˈtʲuʂə] ( 듣기), 문화어: 카츄샤, 까쮸샤)는 러시아의 민요이자 붉은 군대(소비에트 연방의 정규군)의 군가이다. 1938년 마트베이 블란테르가 작곡했으며 시인 미하일 이사콥스키가 작사를 담당했다. 제2차 세계 대전 당시에 군가로 활용되며 명성을 얻었고 BM-8, BM-13, BM-31 "카튜샤 로켓" 다연장 로켓 발사기의 별칭에 영감을 주었다.

## 가사
1절
Расцветали яблони и груши,
Поплыли туманы над рекой;
Выходила на берег Катюша,
На высокий берег, на крутой.
2절
Выходила, песню заводила
Про степного, сизого орла,
Про того, которого любила,
Про того, чьи письма берегла.
3절
Ой, ты песня, песенка девичья,
Ты лети за ясным солнцем вслед,
И бойцу на дальнем пограничье
От Катюши передай привет.
4절
Пусть он вспомнит девушку простую,
Пусть услышит, как она поёт,
Пусть он землю бережёт родную,
А любовь Катюша сбережёт.
5절
Расцветали яблони и груши,
Поплыли туманы над рекой;
Выходила на берег Катюша,
На высокий берег, на крутой.

### 독음
1절
라스쯔비딸리 야블라니 이 그루쉬,
빠쁠릘리 뚜마늬 나드 리꼬이;
븨하디일라 나 볘롁 까쮸샤,
나 븨쏘끼 볘롁 나 끄루또이.
2절
븨허딜라 뼤스뉴 자바딜라
쁘라 스찝노바 시저버 아를라,
쁘라 따보 까또로보 류빌라,
쁘라 따보 츼 삐시마 비례글라.
3절
오이 뜨이 뼤스냐 뼤센까 제비챠,
뜨이 례찌 자 야스늼 쏜쩸 프슬롓,
이 바이쭈나 달녬 빠그라니치예
아뜨 까쮸쉬 삐레다이 쁘리볫.
4절
뿌스찌 온 프스봄닛 제부슈꾸 쁘라스뚜유
뿌스찌 우슬릐쉿 까크 아나 빠욧
뿌스찌 온 짐류 스비리죳 랏누유
아 류보프 까쮸샤 스비리죳
5절
라스쯔비딸리 야블라니 이 그루쉬,
빠쁠릘리 뚜마늬 나드 리꼬이;
븨하디일라 나 볘롁 까쮸샤,
나 븨쏘끼 볘롁 나 끄루또이.

### 해석
1절
사과꽃 배꽃이 피었지.
구름은 강 위를 흘러가네.
카튜샤는 강 기슭으로 나와
높고 가파른 강둑을 걸어가네.
2절
노래를 부르며 걸어가네,
초원의 잿빛 독수리에 대해서
사랑하는 이에 대해,
소중한 편지를 보내오는 이에 대해서.
3절
오! 노래야 처녀의 노래야,
저 빛나는 해를 따라 날아가,
머나먼 국경의 병사 하나에게
카튜샤의 인사를 전해다오.
4절
그로 하여 순박한 처녀를 생각케 하고,
그녀의 노래를 듣게 하렴.
그로 하여 조국을 수호하게 하고,
카튜샤가 사랑을 간직할 수 있도록.
5절
사과꽃 배꽃이 피었지.
구름은 강 위를 흘러가네.
카튜샤는 강 기슭으로 나와
높고 가파른 강둑을 걸어가네.

## 같이 보기
- 군가